# Vakuummischer
Vakuummischer stellen eine besondere Bauform von meist beheizten Mischern dar, die sich durch ein unterdruckfestes Gefäß auszeichnen. Hierdurch können parallel zu dem eigentlichen Mischen von Feststoff- oder Flüssigkeitsgemischen auch weitere verfahrenstechnische Grundoperationen im Unterdruck wie zum Beispiel
- Entlüften, Entgasen zum Beispiel von (ultrahochfestem)Beton oder Gießharz
- Trocknen
- Vakuumkontakttrocknung,
- Vakuumkonvektionstrocknung oder
- Vakuumheissdampftrocknung
- Verdampfungskühlung

durchgeführt werden.

## Bauarten
Bei Vakuummischern kann man zwischen zwei Bauarten unterscheiden:
1. Mischer mit feststehendem Mischbehälter, wie zum Beispiel Rohrmischer.
Bei diesen Mischertypen wird die Wandstärke des Mischbehälters bis zur notwendigen Unterdruckfestigkeit erhöht sowie die Wellendurchführungen für die Mischwerkzeuge sowie Zuführ- und Entleeröffnungen vakuumdicht ausgeführt. Da bei diesen Bauformen in der Regel das Produkt direkt mit den Wellendurchführungen der Mischwerkzeuge bzw. Entleeröffnung in Kontakt kommt, sind hier aufgrund des Verschleißes konstruktiv aufwändige Abdichtungen notwendig.
2. Mischer mit drehendem Mischbehälter, wie zum Beispiel Tellermischer.
Bei diesen Mischertypen wird der drehende Mischbehälter in ein den Mischbehälter eng umschließendes unterdruckfestes Gehäuse eingebaut. Die Wellendurchführung sowie die Zuführ- und Entleeröffnung werden vakuumdicht ausgeführt. Da bei dieser Bauform weder die Wellendurchführung für das fliegend gelagerte Mischerwerkzeug noch die Abdichtung der Entleeröffnung im unterdruckfesten Gehäuse mit dem Produkt in Berührung kommt, können die Abdichtungen relativ einfach ausgeführt werden.
Wenn im Mischer eine Entgasung stattfinden soll, dann verfügt er oft auch über konusartige Einbauten, über die das Mischgut gefördert wird, um so eine möglichst große Oberfläche und damit eine effektive Entgasung zu ermöglichen (sog. Dünnschichtentgasung).